# 키스도 못하는 남자
"키스도 못하는 남자"는 1994년에 개봉한 대한민국의 영화이며 이상우 (임선우 역)가 해당 영화로 스크린 데뷔를 한 동시에 주제가도 불러  일찌감치 화제가 됐지만 흥행에 실패했고 최수종 (진정한 역)은 해당 영화의 흥행 실패 이후 정극 위주의 드라마에 집중했다.

## 캐스팅
- 최수종 : 진정한 역
- 김혜선 : 도도혜 역
- 이상우 : 임선우 역
- 김원희 : 유미나 역
- 안병경 : 욕상무 역
- 이계인 : 종길 역
- 주영선 : 진정문 역
- 김주희 : 모성자 역
- 이석구 : 직원 1 역
- 조경남 : 직원 2 역
- 최구용 : 직원 3 역
- 안진수 : 의사 역
- 한명환 : 빠텐 역
- 김성한 : 사내 1 역
- 이기영 : 신부 역
- 유하연 : 여자 1 역
- 김기종 : 중년신사 역
- 남정희 : 중년여인 역
- 유퉁 : 마길도(우정출연)
- 국정환 : 주사장(우정출연)